# Kenelm Lee Guinness

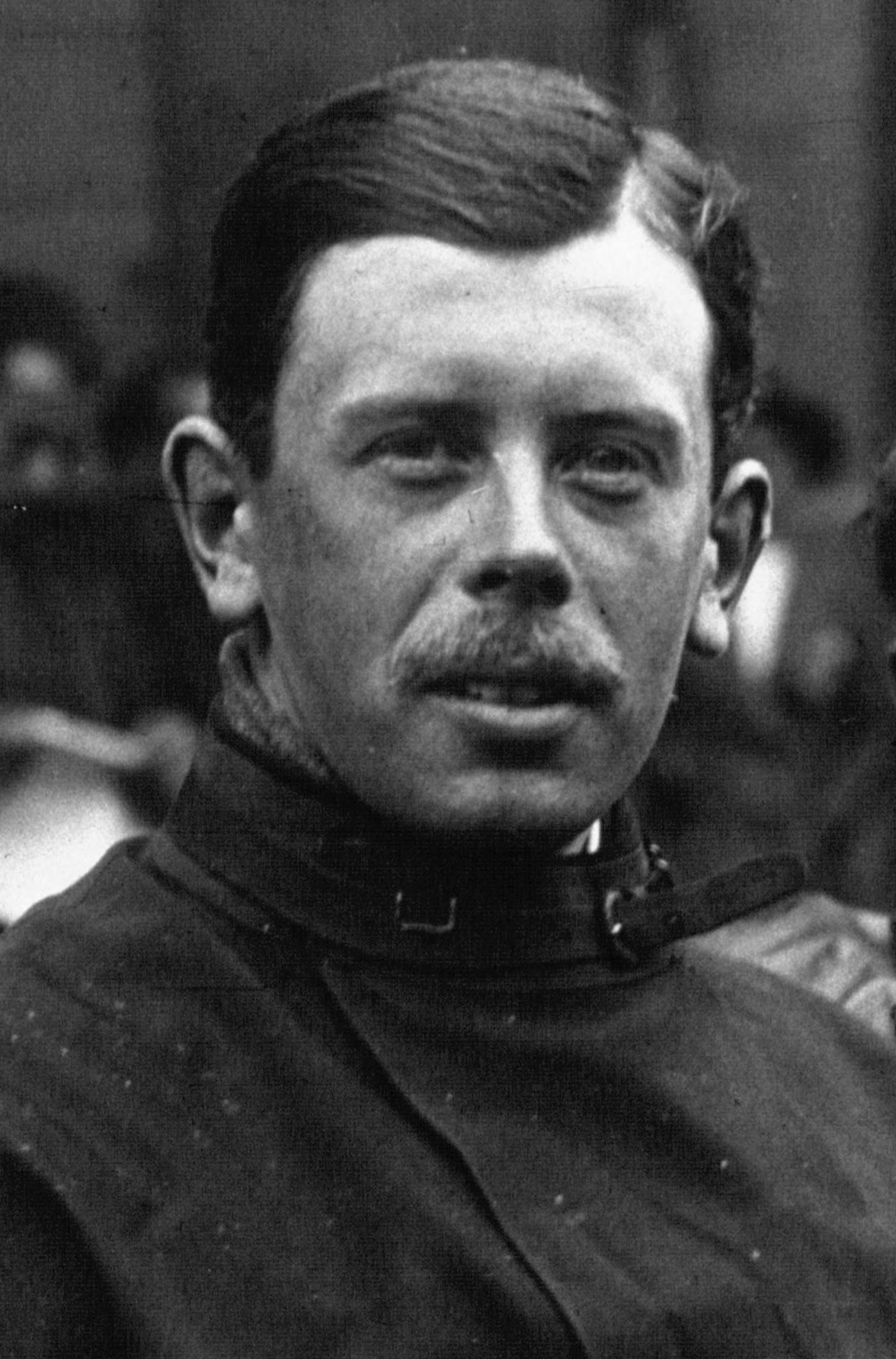
Kenelm Lee Guinness beim Großen Preis von Frankreich 1914

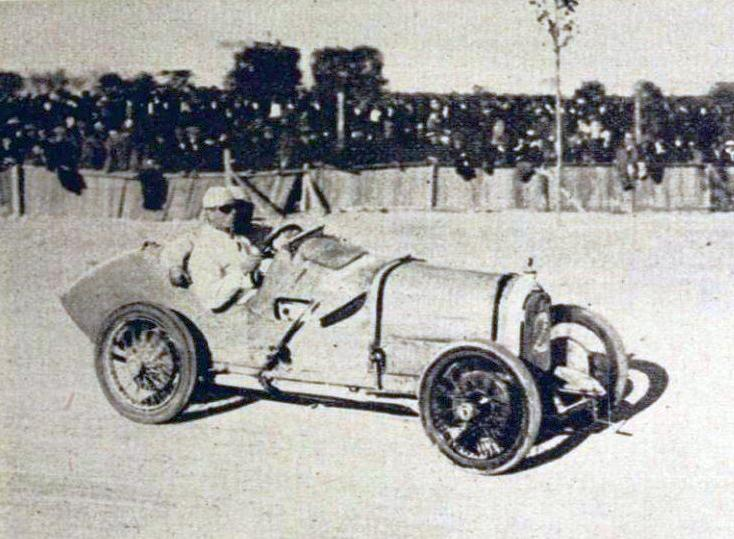
Kenelm Lee Guinness im Talbot-Darracq 56 bei seiner Siegesfahrt beim Gran Premio de Penya Rhin 1922

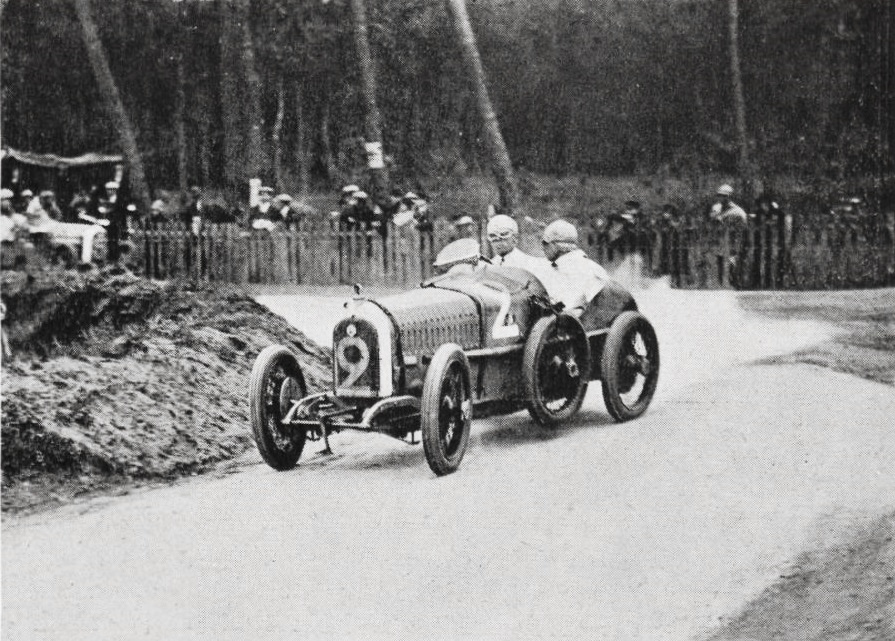
Wieder im Talbot-Darracq 56, auf dem Weg zum Sieg 1922 in Le Mans

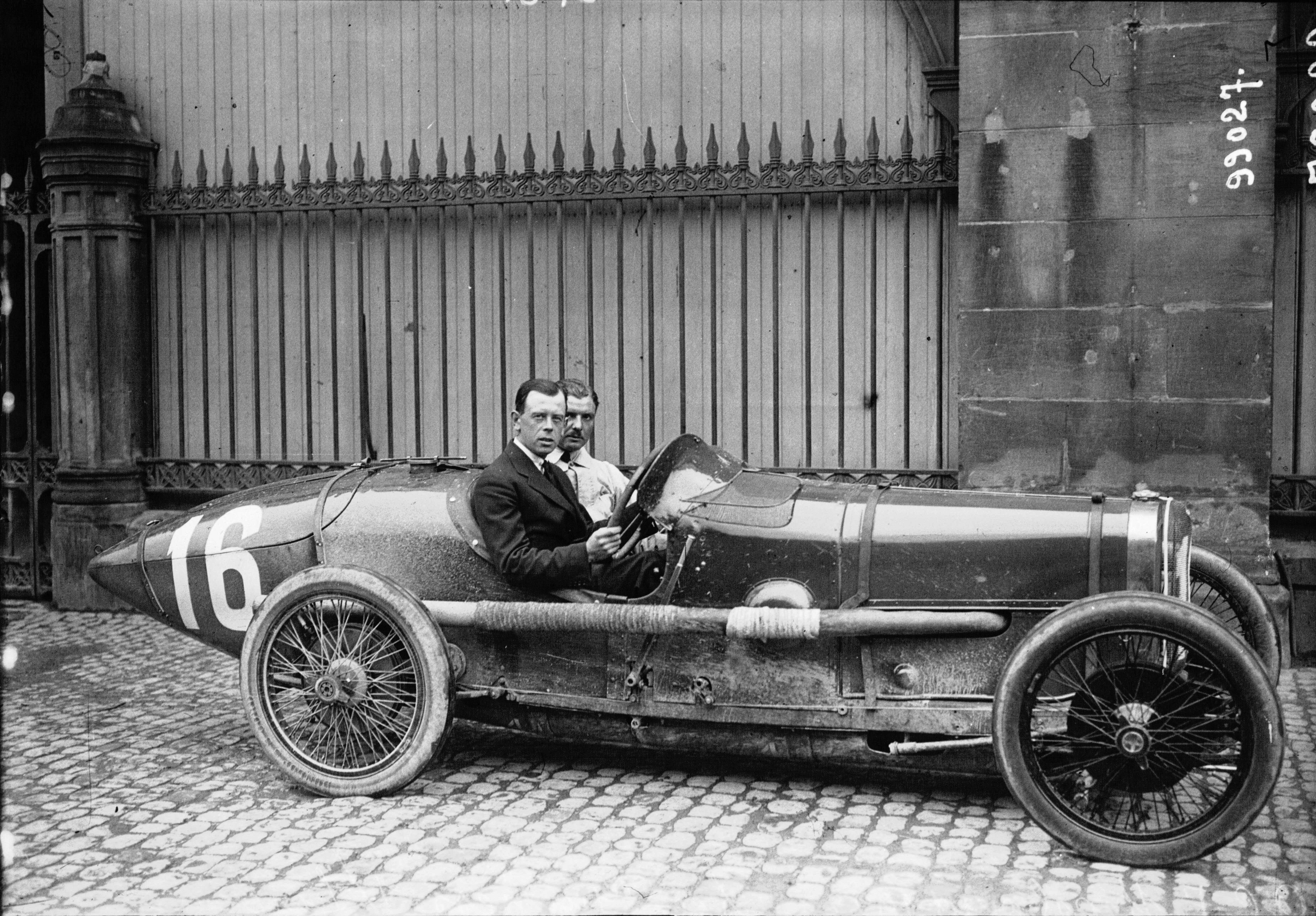
Kenelm Lee Guinness im Sunbeam GP vor dem Start zum Großen Preis von Frankreich 1922

Kenelm Edward „Bill“ Lee Guinness, OBE, (* 14. August 1887 in Dublin; † 10. April 1937 in London) war ein irisch-britischer Unternehmer, sowie Rekord- und Autorennfahrer.

## Familie
Kenelm Lee Guinness war ein Sprössling der Unternehmer- und Brauerei-Familie Guinness, die die weltbekannte irische Biermarke Guinness vertreibt. Sein Vater war Benjamin Lee Guinness (1842–1900), der dritte Sohn von Sir Benjamin Lee Guinness (1798–1868), dessen Großvater Arthur Guinness 1778 mit dem Brauen der dunklen Biersorte Porter begonnen hatte. Kenelms Lee Guinness’ Onkel Arthur und Edward führten die Brauerei. Seine Mutter war Lady Henrietta Eliza St. Lawence, eine Tochter von Thomas St Lawrence, 3. Earl of Howth. Sein Vater zog mit der Familie nach England und diente dort als Captain bei den Royal Horse Guards.
Er erhielt die Ausbildung eines britischen Jungen der Oberklasse. Nach dem Besuch des Eton College studierte er am Trinity College der University of Cambridge, ging aber ohne Abschlüsse ab.

## Karriere als Rennfahrer
Kenelm Lee Guinness kam als beifahrender Mechaniker seines älteren Bruders Algernon Lee Guinness (1883–1954) zum Motorsport und vernachlässigte dabei nachhaltig sein Studium. Sein erstes Rennen als Fahrer bestritt er 1907 auf einem Darracq bei der International Tourist Trophy auf dem Snaefell Mountain Course auf der Isle of Man, wo er nach einem Bruch der Hinterachse früh ausfiel. Im selben Jahr gelang ihm sein erster großer Erfolg, als er beim VI. Circuit des Ardennes auf selbem Darracq hinter Daimler-Fahrer Pierre de Caters Zweiter wurde.
In den frühen 1910er-Jahren lernte er Louis Coatalen kennen, der als Motorenentwickler bei Sunbeam arbeitete. Coatalen wurde ein enger Freund von Lee Guinness, der dessen Fahrerkarriere unterstützte, und den jungen Fahrer 1913 als Werksfahrer zu Sunbeam brachte. Neben seinen Einsätzen bei Grand-Prix-Rennen wurde Lee Guinness vor allem als Rekordfahrer bekannt. Bereits vor dem Ersten Weltkrieg fuhr er auf der Rennbahn von Brooklands Geschwindigkeitsrekorde. Am 18. Mai 1922 gelangen ihm mit dem Sunbeam 350HP Blue Bird Weltrekorde für die halbe Meile, die Meile, zwei Meilen und den Kilometer bei fliegendem Start. Es waren die letzten Rekorde auf einer Rennbahn.
1921 hatte er seine beste Grand-Prix-Saison. Mit dem von Coatalen entwickelten Talbot-Darracq 56 gewann er das Voiturette-Rennen in Brooklands, die Coupe des Voiturettes in Le Mans und den Gran Premio de Penya Rhin.
Eine Woche nach seinem letzten Rennsieg beim JCC 200 in Brooklands verunglückte er am 27. September 1924 beim Gran Premio de San Sebastián schwer. Lee Guinness, der einen Sunbeam DA8667 fuhr, erhielt für dieses Rennen einen neuen Beifahrer. Sein regelmäßiger Mechaniker Bill Perkins lag schwer verletzt in einem englischen Krankenhaus nachdem er den Unfall von Dario Resta in Brooklands überlebt hatte. Resta war nach einem Reifenschaden bei einem Rekordversuch gestorben. Lee Guinness bestritt das Rennen mit Tom Barrett. Die Strecke war nach nächtlichem Regen nass und durch die Trainingsläufe mit Öl verschmiert. Die Streckenposten warfen in gutem Glauben Erde auf die Bahn, machten sie dadurch aber nur noch rutschiger. In der elften Runde kam Lee Guinness auf dieser Rutschbahn ins Schleudern und verlor die Kontrolle über den Rennwagen. Der Sunbeam überschlug sich und die beiden Insassen fielen aus dem Cockpit. Während Barrett noch an der Unfallstelle starb, kam Lee Guinness mit Knochenbrüchen und Kopfverletzungen davon. Der Unfall beendete nicht nur Lee Guinness Fahrerkarriere, sondern auch die Ära der beifahrenden Rennmechaniker.

## KLG-Zündkerzen
Wie viele Rennfahrerkollegen seiner Epoche interessierte sich Kenelm Lee Guinness für technische Innovationen. Dieses Interesse führte bereits 1912 zur Gründung von KLG spark plugs, einem Unternehmen das Zündkerzen herstellte. Durch einige innovative Patente expandierte das Unternehmen schnell. Während des Ersten Weltkriegs arbeiteten bis zu 1200 Frauen im Werk im Royal Borough of Kingston upon Thames und produzierten 4000 Zündkerzen pro Woche. KLG belieferte sowohl die Royal Navy als auch die Royal Air Force. Als Eigentümer und Geschäftsführer eines kriegswichtigen Betriebes war Lee Guinness vom Dienst an der Waffe befreit. 1919 verkaufte er die Produktionsanlagen mit großen Gewinn an die Smiths Group.

## Tod
Nach dem Ende der Rennkarriere und der langen Zeit der Rekonvaleszenz lebte Lee Guinness zurückgezogen entweder in London oder auf seiner Segelyacht Ocean River, die er gemeinsam mit Malcolm Campbell besaß. Der schwere Unfall und der Tod von Tom Barrett hatten schwere Spuren hinterlassen. Er litt unter Depressionen und beständigen Kopfschmerzen. Seine 1928 geschlossene Ehe mit Josephine Strangman, der jüngsten Tochter von Sir Thomas Joseph Strangman, wurde 1936 wieder geschieden. Das Paar hatte zwei Kinder, einen Sohn und eine Tochter. Die letzten Monate seines Lebens verbrachte er in einem Pflegeheim, wo er am 10. April 1937 Selbstmord beging. Sein Bruder fand ihn und einen Abschiedsbrief. Er starb an einer Kohlenstoffmonoxidvergiftung.